# Twenty One Pilots
A Twenty One Pilots (leírva gyakran: TWENTY ØNE PILØTS vagy twenty | one | pilots, rövidítve: TOP) egy amerikai Grammy-díjas, alternatív zenei duó, amely az Amerikai Egyesült Államok Ohio állambeli Columbusból indult. A zenekar 2009-ben jött létre. Énekese és a billentyűs kíséretek előadója Tyler Joseph, dobosa Josh Dun. A zenekar két korábbi tagja Nick Thomas és Chris Salih 2011-ben kivált a formációból. Napjainkban a duó másik tagja Josh Dun dobos. Az együttes a 2010-es évek közepén vált ismertté, több évnyi munkásságot követően.
Két saját kiadású albumot jelentettek eddig meg, melyek közül az első a 2009-ben megjelent Twenty One Pilots, míg a második a 2011-es Regional at Best című albumuk. Ezt követően 2012-ben szerződtek a Fueled by Ramen lemezkiadó vállalattal, ahol első, 2013-ban kiadott albumuk címe a Vessel volt. A sikert és a széleskörű ismertséget a 2015-ös Blurryface című albumuk hozta meg számukra. Ezen az albumon található Stressed Out" című daluk, valamint "Ride" című szám. "Heathens" című daluk a Suicide Squad – Öngyilkos osztag egyik betétdala, amely a csapatot az Egyesült Államokban az alternatív zenészek közt elsőként juttatta be a top tízes listára. A duót három Grammy-díjra jelölték, melyből megkapták a Legjobb pop duó előadó címet. Még megjelent a Trench c. albumuk, ami rengeteg mögöttes tartalmat foglal magában. Az album leghíresebb dalai a Chlorine, The Hype és a Jumpsuit.
A Twenty One Pilots rajongói magukat Skeleton Clique – (vagy röviden Clique membernek) nevezik, azonban a legutóbbi album óta már a bandito kifejezést is használják. 
A duó híres a látványos, és hatásvadász koncertjeiről, illetve a duót jellemző sárga illetve piros szín használatáról, és a feltűnő maszkjaikról is.

## Albumok
| Album             | Kiadó             | Megjelenés dátuma  |
| ----------------- | ----------------- | ------------------ |
| Twenty One Pilots | Twenty One Pilots | 2009. december 29. |
| Regional At Best  | Twenty One Pilots | 2011. július 8.    |
| Vessel            | Twenty One Pilots | 2013. január 8.    |
| Blurryface        | Twenty One Pilots | 2015. május 18.    |
| Trench            | Twenty One Pilots | 2018. október 5.   |
| Scaled And Icy    | Twenty One Pilots | 2021. május 21.    |
| Clancy            | Twenty One Pilots | 2024. május 17.    |

## Tagok

### Jelenlegi tagok
- Tyler Joseph – ének, billentyűsök, ukulele (2009-)
- Joshua Dun – dob, ütősök, trombita (2011-)

### Korábbi tagok
- Nick Thomas – zongora, billentyűsök, basszusgitár (2009-2011)
- Chris Salih – dob, ütősök (2009-2011)

## A zenekar nevének és logójának eredete
A zenekar neve Arthur Miller All My Sons című színdarabjából ered. A színdarab igaz történeten alapul, egy férfiről szól, aki hibás repülőgép alkatrészeket küldött ki a vállalkozására és a családjának jóllétére való tekintettel, ezzel huszonegy pilóta halálát okozva a második világháború alatt. Tyler Joseph szerint a zenekar nevét az erkölcsi dilemma, valamint a jó és a könnyű döntés közti választás inspirálta. Később kiderült, hogy az elvetett névötletek között szerepelt a "Bicycle Thief" és a "Chill Coat" is.

A logójukról Joseph ezt nyilatkozta:
Azt jelenti, hogy Twenty One Pilots. Hogy miért jelent Twenty One Pilots-ot, az az egyik dalunkhoz, a Kitchen Sink-hez köthető. A dal arról szól, hogy úgy érzem, az emberek mindig küszködnek, amikor a céljaikról van szó, próbálják kitalálni, mi is a céljuk, mi az, hogy cél, hogy mi a lényeg, a saját létezésük bizonyításával. Sok velem egyidős srác és ember küzd azzal, hogy "mi a lényeg", és amit a logó igazából jelent, az a bátorítás. Amikor az emberek megkérdeznek, hogy mit jelent a logó, akkor a logó jelent nekem valamit, mert azért van, hogy jelentsen valamit. Ez az értelme. Az az egész értelme, hogy alkottam valamit, amit csak én értek, attól függetlenül, hogy nyilvánosságra hozom-e a jelentését, ez az én célom. A cél jelentése számomra az, hogy az ember valamit alkot, akár dalszövegeket ír, képet fest, kifejezi magát a művészeten keresztül, legyen az fotózás, zene, színház, bármi. Nem kell annak művészinek lennie, de ha alkotsz valamit és annak az értelmét csak te tudod, az a cél kezdete számodra. Ha egy szobában vagy egyedül, és azt próbálod eldönteni, hogy életben maradj-e, mondhatod magadnak, hogy "Talán életben kéne maradnom, mert én vagyok az egyetlen, aki ismeri annak a dolognak az értelmét", szóval a logó bátorítás az emberek felé, hogy alkossanak. Ez az, amit jelent.

## Fordítás
- Ez a szócikk részben vagy egészben  a   Twenty One Pilots című angol Wikipédia-szócikk ezen változatának fordításán alapul.  Az eredeti cikk szerkesztőit annak laptörténete sorolja fel. Ez a jelzés csupán a megfogalmazás eredetét és a szerzői jogokat jelzi, nem szolgál a cikkben szereplő információk forrásmegjelöléseként.